# Georges Colomb (évêque)
Pour les articles homonymes, voir Colomb et Georges Colomb.
Georges Colomb, né le 15 juin 1953 à Saint-Anthème dans le Puy-de-Dôme, est un ecclésiastique français, supérieur général des Missions étrangères de Paris de 2010 à 2016, puis évêque de La Rochelle et Saintes depuis le 9 mars 2016.
En 2023, il est mis en examen pour tentative de viol.

## Biographie
Après avoir été lycéen en pension à Clermont-Ferrand et Riom, Georges Colomb passe un BTS en gestion hôtelière avant d'effectuer des études juridiques, et d'obtenir un DEA de droit civil, une licence d'administration économique et sociale et un diplôme de terminologie juridique allemande. Il exerce d'abord la profession d'inspecteur des Postes et télécommunications pendant cinq ans, d'abord à Lyon, puis à Nanterre.

### Prêtre des Missions étrangères de Paris
Avec le drame des boat-people, réfugiés fuyant les dictatures du Cambodge, du Laos et du Vietnam, Georges Colomb reçoit l'appel de servir les chrétiens persécutés en Chine ou au Viêt Nam. Il entre au séminaire des Carmes à l'âge de vingt-neuf ans, et poursuit une licence de théologie à l'institut catholique de Paris. Il est ordonné prêtre en 1987 à l'âge de trente-quatre ans au titre de la société des Missions étrangères de Paris.
Conformément à l’usage en vigueur au sein de cette société missionnaire fondée en 1658, il séjourne à Londres pour apprendre l'anglais, langue étrangère dominante en Asie. Georges Colomb est alors envoyé pendant deux ans à Taïwan pour apprendre le  mandarin, puis en république populaire de Chine, comme « expert étranger ». L'entrée du pays étant difficile pour les missionnaires, Georges Colomb exerce comme professeur de français et de civilisation française dans l'enseignement supérieur. 
Il rentre à Paris en 1998, pour devenir assistant au conseil du supérieur général des Missions étrangères de Paris (MEP), Jean-Baptiste Etcharren. Il est responsable des séminaristes, qui ne sont plus qu'une dizaine à Paris ; il est chargé de susciter des vocations et dirige aussi le service du Volontariat MEP, organisation non gouvernementale créée par la société des Missions étrangères de Paris qui envoie quatre fois par an des jeunes gens et des jeunes filles en Asie, promotions comptant de 30 à 50 volontaires catholiques. Ceux-ci s'engagent bénévolement dans des programmes d'aide aux populations locales pour une période de deux mois à deux années. Georges Colomb augmente les possibilités de volontariat de courte durée ou de longue durée et met en place des sessions de formation pour ces volontaires. Cette souplesse dans la durée des séjours connaît un vif succès[réf. nécessaire] et entraîne de nombreuses candidatures[réf. souhaitée]. Cet organisme a contribué à plusieurs entrées au séminaire des MEP ces dernières années, ainsi que dans d'autres congrégations masculines ou féminines.
Il devient vicaire général des MEP en 2004, tout en continuant d'être responsable des vocations et du volontariat, ainsi que de l'envoi des missionnaires.
En 2007, Georges Colomb est nommé chevalier dans l'ordre des Palmes académiques pour son activité d'enseignant en Chine ainsi que pour la formation des volontaires catholiques, des séminaristes et des prêtres asiatiques étudiants à Paris, pris en charge par la Société des MEP.

### Supérieur général des Missions étrangères de Paris
Le 9 juillet 2010, il est élu supérieur général de la société des Missions étrangères de Paris par l'assemblée générale des MEP, succédant à Jean-Baptiste Etcharren qui l'avait été de 1998 à 2010. La Croix le présente comme un homme d'action. 
Georges Colomb est nommé chevalier de la Légion d'honneur dans la promotion du 14 juillet 2014. L'insigne de son grade lui est remis par le cardinal Vingt-Trois. Cette distinction décernée au titre du ministère des Affaires étrangères récompense son action missionnaire et celle de toute la Société des Missions étrangères de Paris en Asie et en France. 
Lorsqu'il est élu supérieur général en 2010, les Missions étrangères de Paris comptent 250 prêtres, parmi lesquels 160 sont en mission, et vingt-et-un séminaristes en formation, dont un Slovaque. En 2016, le nombre des séminaristes en formation s'élève à 28.

### Évêque de La Rochelle et de Saintes
Le 9 mars 2016, le pape François le nomme évêque de La Rochelle et Saintes. Gilles Reithinger lui succède à la tête des MEP. Son ordination épiscopale comme évêque des villes de La Rochelle et de Saintes a lieu le 5 mai suivant au Parc des Expositions de La Rochelle, présidée par le cardinal André Vingt-Trois, archevêque de Paris, assisté de Pascal Wintzer, archevêque de Poitiers et d'Olivier Schmitthaeusler, vicaire apostolique de Phnom-Penh. Environ 4 500 personnes assistent à la célébration, première ordination épiscopale dans le diocèse depuis 110 ans et la consécration de Jean-Auguste Eyssautier.
En tant qu'évêque, sa devise est : « Ma grâce te suffit » ou en latin « Sufficit tibi gratia mea » (2 Cor. 12, 9). 
Il adopte un blason composé de différents éléments : le jaune et le rouge sont les couleurs de l’Aunis, la fleur de lys représente la Saintonge et est un symbole de Marie et de la France. La croix est celle de saint Georges, et la jonquille représente Saint-Anthème, son village natal. Le caractère chinois, Ai, est celui de l’amour, et le panda est un animal emblématique de la Chine où il a passé plusieurs années de sa vie.
Pendant son épiscopat, le diocèse voit son territoire s'élargir aux îles Saint-Pierre-et-Miquelon, à la suite de la suppression du vicariat apostolique le 1er mars 2018.
Il entreprend des réformes structurelles concernant le fonctionnement du diocèse. Aussi, face à la diminution du nombre de prêtres sur le territoire diocésain, il fait appel à des séminaristes et prêtres issus d'autres diocèses, notamment étrangers, mais aussi à des communautés religieuses. Les services administratifs du diocèse sont transférés de l'évêché de La Rochelle à la maison diocésaine de Saintes en octobre 2019.
En avril 2020, Georges Colomb est nommé par le préfet de la congrégation pour l'évangélisation des peuples, le cardinal philippin Luis Antonio Tagle, comme directeur des Œuvres pontificales missionnaires en France.
Le 19 août 2025, le pape Léon XIV nomme Pierre-Antoine Bozo évêque coadjuteur du diocèse de La Rochelle avec des facultés spéciales « pour exercer tout le pouvoir qui revient à l'évêque diocésain ». Georges Colomb, en retrait de la gouvernance du diocèse depuis juin 2023, demeure titulaire.

## Accusation d'agression sexuelle
En avril 2023, son nom est cité dans l'affaire Aymeric de Salvert, un prêtre des MEP accusé d'agressions sexuelles sur personnes vulnérables. Il déclare au quotidien La Croix : « Cela n’aurait pas été honnête de le remettre en paroisse et je venais d’ouvrir un foyer vocationnel pour jeunes : je lui en ai confié la charge. Je ne voulais pas lui faire perdre la face devant ses confrères ».
Le 24 mai 2023, le parquet de Paris ouvre une enquête à son encontre pour « des faits pouvant être assimilés à une agression sexuelle » sur un homme majeur en 2013. Georges Colomb, alors supérieur général des Missions étrangères de Paris, aurait invité la victime présumée à boire un café dans son bureau et lui aurait proposé un « massage » qui se serait transformé en agression sexuelle. La victime présumée, un homme alors âgé de 40 ans originaire d'Alsace, logeait aux MEP à cette époque. Il aurait alerté Philippe Barbarin, alors archevêque de Lyon, en 2016. 
Le 13 juin, Georges Colomb exprime sa stupéfaction, dément ces allégations, et demande au pape François de le placer en retrait des affaires courantes le temps de l'enquête,,,,. Le 22 juin, le pape nomme François Jacolin, évêque de Luçon, administrateur apostolique du diocèse. 
Le 17 novembre 2023, Georges Colomb est mis en examen pour tentative de viol,,. Placé sous contrôle judiciaire, il a interdiction d'entrer en contact avec la victime et les témoins.

### Réactions de la Conférence des évêques de France
Dans un communiqué publié sur son site internet, la Conférence des évêques de France (CEF) confirme « la mise en examen de Mgr Georges Colomb, évêque de La Rochelle, en retrait de sa charge depuis juin 2023, à la suite de sa mise en cause pour tentative de viol sur une personne majeure, et son placement sous contrôle judiciaire ».
La CEF exprime « sa sollicitude pour la victime présumée » et réaffirme « sa confiance en la justice pour que toute la vérité soit établie sur ces faits que Mgr Colomb conteste »,. Elle indique que « cette mise en examen porte sur des faits qui se seraient produits en 2013, dans le cadre des Missions étrangères de Paris (MEP), dont Georges Colomb était alors le Supérieur ».

## Distinctions et récompenses
- Chevalier de la Légion d'honneur (Décret du 11 juillet 2014[32])
- Chevalier de l'ordre des Palmes académiques